# Shefford (Québec)
Pour les articles homonymes, voir Shefford.
Shefford est une municipalité de canton de La Haute-Yamaska, en Estrie, au Québec (Canada).

## Géographie
La municipalité située dans la zone rurale en périphérie des villes de Granby, Bromont et Waterloo.

## Histoire
Shefford était un lieu de refuge pour les familles américaines en exil. Au fil des années, la municipalité va perdre graduellement sa communauté anglaise et protestante. Aujourd’hui, le territoire est occupé en majorité par des francophones.

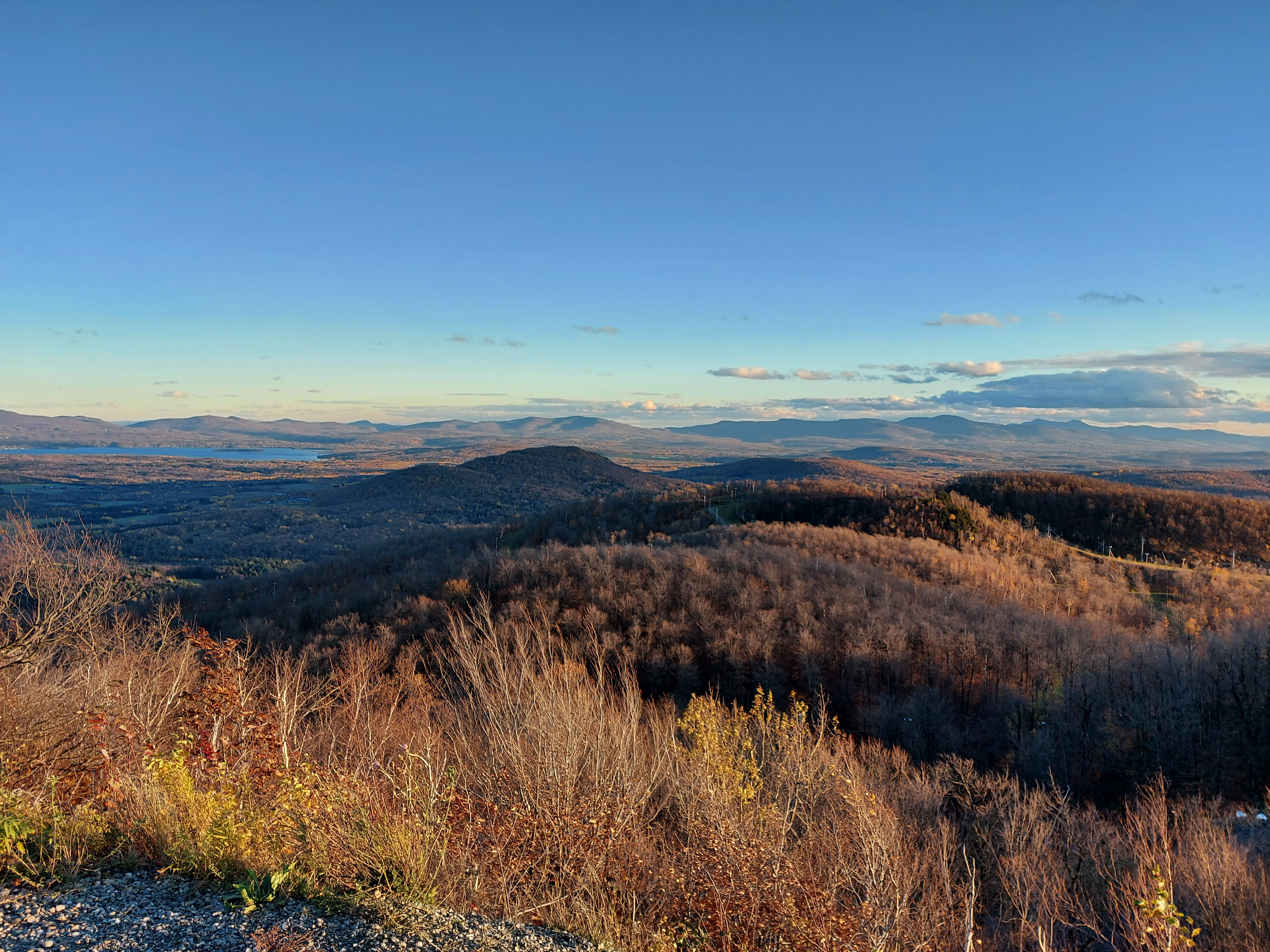
Vue du haut de la montagne de Shefford.

En date du 24 avril 2021, Shefford a été déclarée comme la ville où les gens sont les plus heureux.

## Démographie
| 1991  | 1996  | 2001  | 2006  | 2011  | 2016  | 2021  |
| ----- | ----- | ----- | ----- | ----- | ----- | ----- |
| 3 667 | 4 496 | 5 133 | 5 941 | 6 711 | 6 947 | 7 253 |

## Administration
Les élections municipales se font en bloc pour le maire et les six conseillers.
| Shefford Maires depuis 2001                                                                                          |                      |                                  |          |
| Élection | Maire                | Qualité                          | Résultat |
| 2001 | Jean-Paul Forand     |                                  | Voir     |
| 2005 | Yves Gosselin        |                                  | Voir     |
| 2009 | Jean-Marc Desrochers | Décédé en fonction en sept. 2012 | Voir     |
| 2012 | André Pontbriand     |                                  | Voir     |
| 2013 | André Pontbriand     | Voir                             |          |
| 2017 | Éric Chagnon         |                                  | Voir     |
| 2021 | Éric Chagnon         | Voir                             |          |
| Élection partielle en italique Depuis 2005, les élections sont simultanées dans toutes les municipalités québécoises |                      |                                  |          |